# Lil Durk/Diskografie
Diese Diskografie ist eine Übersicht über die musikalischen Werke des US-amerikanischen Rappers Lil Durk. Den Schallplattenauszeichnungen zufolge hat er bisher mehr als 108,8 Millionen Tonträger verkauft, davon alleine in seiner Heimat über 102,5 Millionen. Seine erfolgreichste Veröffentlichung ist die Single Laugh Now, Cry Later mit über 7,6 Millionen verkauften Einheiten.

## Alben

### Studioalben
| Jahr | Titel Musiklabel                                | Höchstplatzierung, Gesamtwochen, AuszeichnungChartplatzierungen (Jahr, Titel, Musiklabel, Platzierungen, Wochen, Auszeichnungen, Anmerkungen) | Höchstplatzierung, Gesamtwochen, AuszeichnungChartplatzierungen (Jahr, Titel, Musiklabel, Platzierungen, Wochen, Auszeichnungen, Anmerkungen) | Höchstplatzierung, Gesamtwochen, AuszeichnungChartplatzierungen (Jahr, Titel, Musiklabel, Platzierungen, Wochen, Auszeichnungen, Anmerkungen) | Höchstplatzierung, Gesamtwochen, AuszeichnungChartplatzierungen (Jahr, Titel, Musiklabel, Platzierungen, Wochen, Auszeichnungen, Anmerkungen) | Höchstplatzierung, Gesamtwochen, AuszeichnungChartplatzierungen (Jahr, Titel, Musiklabel, Platzierungen, Wochen, Auszeichnungen, Anmerkungen) | Höchstplatzierung, Gesamtwochen, AuszeichnungChartplatzierungen (Jahr, Titel, Musiklabel, Platzierungen, Wochen, Auszeichnungen, Anmerkungen) | Anmerkungen                                                   |
| Jahr | Titel Musiklabel                                | DE | AT | CH | UK | US | R&B | Anmerkungen                                                   |
| ---- | ----------------------------------------------- | --- | --- | --- | --- | --- | --- | ------------------------------------------------------------- |
| 2015 | Remember My Name Def Jam Recordings (UMG)       | — | — | — | — | US14 (3 Wo.)US | R&B2 (8 Wo.)R&B | Erstveröffentlichung: 2. Juni 2015                            |
| 2016 | Lil Durk 2X Def Jam Recordings (UMG)            | — | — | — | — | US29 (2 Wo.)US | R&B5 (4 Wo.)R&B | Erstveröffentlichung: 22. Juli 2016                           |
| 2018 | Signed to the Streets 3 Alamo Records (Sony)    | — | — | — | — | US17 Gold · (25 Wo.)US | R&B8 (5 Wo.)R&B | Erstveröffentlichung: 9. November 2018 Verkäufe: + 500.000    |
| 2019 | Love Songs 4 the Streets 2 Alamo Records (Sony) | — | — | — | UK39 (1 Wo.)UK | US4 Gold · (16 Wo.)US | R&B2 (10 Wo.)R&B | Erstveröffentlichung: 2. August 2019 Verkäufe: + 500.000      |
| 2020 | Just Cause Y’all Waited 2 Alamo Records (Sony)  | — | — | — | UK32 Silber · (1 Wo.)UK | US2 ×2Doppelplatin · (101 Wo.)US | R&B2 (49 Wo.)R&B | Erstveröffentlichung: 8. Mai 2020 Verkäufe: + 2.060.000       |
| 2020 | The Voice Alamo Records (Sony)                  | — | — | — | UK26 Gold · (5 Wo.)UK | US2 Platin · (78 Wo.)US | R&B1 (45 Wo.)R&B | Erstveröffentlichung: 24. Dezember 2020 Verkäufe: + 1.100.000 |
| 2022 | 7220 Alamo Records (Sony)                       | — | — | CH40 (1 Wo.)CH | UK6 Silber · (7 Wo.)UK | US1 ×2Doppelplatin · (168 Wo.)US | R&B1 (82 Wo.)R&B | Erstveröffentlichung: 11. März 2022 Verkäufe: + 2.140.000     |
| 2023 | Almost Healed Alamo Records (Sony)              | DE81 (1 Wo.)DE | AT54 (1 Wo.)AT | CH24 (1 Wo.)CH | UK12 (3 Wo.)UK | US3 Platin · (43 Wo.)US | R&B1 (30 Wo.)R&B | Erstveröffentlichung: 26. Mai 2023 Verkäufe: + 1.040.000      |
| 2025 | Deep Thoughts Alamo Records (Sony)              | — | — | CH99 (1 Wo.)CH | UK20 (… Wo.)UK | US3 (9 Wo.)US | R&B2 (… Wo.)R&B | Erstveröffentlichung: 25. März 2025                           |

### Kollaboalben
| Jahr | Titel Musiklabel                                                     | Höchstplatzierung, Gesamtwochen, AuszeichnungChartplatzierungen (Jahr, Titel, Musiklabel, Platzierungen, Wochen, Auszeichnungen, Anmerkungen) | Höchstplatzierung, Gesamtwochen, AuszeichnungChartplatzierungen (Jahr, Titel, Musiklabel, Platzierungen, Wochen, Auszeichnungen, Anmerkungen) | Höchstplatzierung, Gesamtwochen, AuszeichnungChartplatzierungen (Jahr, Titel, Musiklabel, Platzierungen, Wochen, Auszeichnungen, Anmerkungen) | Höchstplatzierung, Gesamtwochen, AuszeichnungChartplatzierungen (Jahr, Titel, Musiklabel, Platzierungen, Wochen, Auszeichnungen, Anmerkungen) | Höchstplatzierung, Gesamtwochen, AuszeichnungChartplatzierungen (Jahr, Titel, Musiklabel, Platzierungen, Wochen, Auszeichnungen, Anmerkungen) | Höchstplatzierung, Gesamtwochen, AuszeichnungChartplatzierungen (Jahr, Titel, Musiklabel, Platzierungen, Wochen, Auszeichnungen, Anmerkungen) | Anmerkungen                                                            |
| Jahr | Titel Musiklabel                                                     | DE | AT | CH | UK | US | R&B | Anmerkungen                                                            |
| ---- | -------------------------------------------------------------------- | --- | --- | --- | --- | --- | --- | ---------------------------------------------------------------------- |
| 2021 | The Voice of the Heroes Quality Control / Alamo Records (Sony)       | DE70 (1 Wo.)DE | AT25 (1 Wo.)AT | CH10 (2 Wo.)CH | UK5 Silber · (5 Wo.)UK | US1 Platin · (71 Wo.)US | R&B1 (45 Wo.)R&B | Erstveröffentlichung: 4. Juni 2021 Verkäufe: + 1.060.000; mit Lil Baby |
| 2018 | Only The Family Involved, Vol. 1 Only The Family/EMPIRE              | — | — | — | — | — | — | Erstveröffentlichung: 31. Juli 2018                                    |
| 2018 | Only The Family Involved, Vol. 2 Only The Family/EMPIRE              | — | — | — | — | — | — | Erstveröffentlichung: 21. Dezember 2018                                |
| 2019 | Family Over Everything Alamo Records (Sony)                          | — | — | — | — | US93 (… Wo.)US | R&B42 (… Wo.)R&B | Erstveröffentlichung: 11. Dezember 2019                                |
| 2021 | Lil Durk Presents: Loyal Bros Only The Family/EMPIRE                 | — | — | — | — | US12 (… Wo.)US | R&B6 (… Wo.)R&B | Erstveröffentlichung: 5. März 2021                                     |
| 2022 | Lil Durk Presents: Loyal Bros 2 Only The Family/Alamo Records (Sony) | — | — | — | — | US37 (… Wo.)US | R&B13 (… Wo.)R&B | Erstveröffentlichung: 16. Dezember 2022                                |
| 2023 | Nightmares In The Trenches Alamo Records (Sony)                      | — | — | — | — | US114 (… Wo.)US | R&B40 (… Wo.)R&B | Erstveröffentlichung: 17. November 2023                                |

### Mixtapes
| Jahr | Titel Musiklabel                                | Höchstplatzierung, Gesamtwochen, AuszeichnungChartplatzierungen (Jahr, Titel, Musiklabel, Platzierungen, Wochen, Auszeichnungen, Anmerkungen) | Höchstplatzierung, Gesamtwochen, AuszeichnungChartplatzierungen (Jahr, Titel, Musiklabel, Platzierungen, Wochen, Auszeichnungen, Anmerkungen) | Höchstplatzierung, Gesamtwochen, AuszeichnungChartplatzierungen (Jahr, Titel, Musiklabel, Platzierungen, Wochen, Auszeichnungen, Anmerkungen) | Höchstplatzierung, Gesamtwochen, AuszeichnungChartplatzierungen (Jahr, Titel, Musiklabel, Platzierungen, Wochen, Auszeichnungen, Anmerkungen) | Höchstplatzierung, Gesamtwochen, AuszeichnungChartplatzierungen (Jahr, Titel, Musiklabel, Platzierungen, Wochen, Auszeichnungen, Anmerkungen) | Höchstplatzierung, Gesamtwochen, AuszeichnungChartplatzierungen (Jahr, Titel, Musiklabel, Platzierungen, Wochen, Auszeichnungen, Anmerkungen) | Anmerkungen                                             |
| Jahr | Titel Musiklabel                                | DE | AT | CH | UK | US | R&B | Anmerkungen                                             |
| ---- | ----------------------------------------------- | --- | --- | --- | --- | --- | --- | ------------------------------------------------------- |
| 2011 | I’m a Hitta Selbstverlag                        | — | — | — | — | — | — | Erstveröffentlichung: 2011                              |
| 2012 | I’m Still a Hitta Only the Family               | — | — | — | — | — | — | Erstveröffentlichung: 1. Mai 2012                       |
| 2012 | Life Ain’t No Joke Only the Family              | — | — | — | — | — | — | Erstveröffentlichung: 19. Oktober 2012                  |
| 2013 | Signed to the Streets Only the Family           | — | — | — | — | — | — | Erstveröffentlichung: 10. Oktober 2013                  |
| 2014 | Signed to the Streets 2 Only the Family         | — | — | — | — | — | — | Erstveröffentlichung: 7. Juli 2014                      |
| 2015 | 300 Days, 300 Nights Only the Family            | — | — | — | — | — | — | Erstveröffentlichung: 15. Dezember 2015                 |
| 2016 | They Forgot Only the Family                     | — | — | — | — | — | — | Erstveröffentlichung: 25. November 2016                 |
| 2017 | Love Songs for the Streets Alamo Records (Sony) | — | — | — | — | — | — | Erstveröffentlichung: 1. März 2017                      |
| 2017 | Signed to the Streets 2.5 Only the Family       | — | — | — | — | — | — | Erstveröffentlichung: 19. Oktober 2017                  |
| 2017 | Bloodas Def Jam Recordings (UMG)                | — | — | — | — | US96 (1 Wo.)US | R&B34 (1 Wo.)R&B | Erstveröffentlichung: 8. Dezember 2017 mit Tee Grizzley |
| 2018 | Just Cause Y’all Waited Alamo Records (Sony)    | — | — | — | — | US57 (6 Wo.)US | R&B28 (2 Wo.)R&B | Erstveröffentlichung: 30. März 2018                     |

### EPs
| Jahr | Titel Musiklabel              | Anmerkungen                                         |
| ---- | ----------------------------- | --------------------------------------------------- |
| 2017 | Supa Vultures Only the Family | Erstveröffentlichung: 10. August 2017 mit Lil Reese |

## Singles

### Als Leadmusiker
| Jahr | Titel Album                                                  | Höchstplatzierung, Gesamtwochen, AuszeichnungChartplatzierungen (Jahr, Titel, Album, Platzierungen, Wochen, Auszeichnungen, Anmerkungen) | Höchstplatzierung, Gesamtwochen, AuszeichnungChartplatzierungen (Jahr, Titel, Album, Platzierungen, Wochen, Auszeichnungen, Anmerkungen) | Höchstplatzierung, Gesamtwochen, AuszeichnungChartplatzierungen (Jahr, Titel, Album, Platzierungen, Wochen, Auszeichnungen, Anmerkungen) | Höchstplatzierung, Gesamtwochen, AuszeichnungChartplatzierungen (Jahr, Titel, Album, Platzierungen, Wochen, Auszeichnungen, Anmerkungen) | Höchstplatzierung, Gesamtwochen, AuszeichnungChartplatzierungen (Jahr, Titel, Album, Platzierungen, Wochen, Auszeichnungen, Anmerkungen) | Höchstplatzierung, Gesamtwochen, AuszeichnungChartplatzierungen (Jahr, Titel, Album, Platzierungen, Wochen, Auszeichnungen, Anmerkungen) | Anmerkungen |
| Jahr | Titel Album                                                  | DE | AT | CH | UK | US | R&B | Anmerkungen |
| --- | ------------------------------------------------------------ | --- | --- | --- | --- | --- | --- | --- |
| 2012 | L’s Anthem I’m Still a Hitta                                 | — | — | — | — | — | — | Erstveröffentlichung: 1. Mai 2012 |
| 2013 | Dis Ain’t What U Want Signed to the Streets                  | — | — | — | — | — | — | Erstveröffentlichung: 5. Mai 2013 |
| 2015 | Like Me Remember My Name                                     | — | — | — | — | US— GoldUS | R&B43 (6 Wo.)R&B | Erstveröffentlichung: 31. März 2015 Verkäufe: + 500.000; feat. Jeremih                                                                    |
| 2015 | My Beyoncé 300 Day, 300 Nights / Lil Durk 2X                 | — | — | — | — | US— ×2DoppelplatinUS | R&B32 (5 Wo.)R&B | Erstveröffentlichung: 9. November 2015 Verkäufe: + 2.000.000; feat. Dej Loaf                                                              |
| 2017 | Make It Out Signed to the Streets 2.5                        | — | — | — | — | — | — | Erstveröffentlichung: 27. September 2017                                                                                                  |
| 2017 | WhatYo City Like Bloodas                                     | — | — | — | — | — | — | Erstveröffentlichung: 1. Dezember 2017 feat. Tee Grizzley                                                                                 |
| 2018 | Durkio Crazy Just Cause Y'all Waited                         | — | — | — | — | — | — | Erstveröffentlichung: 18. Februar 2018 |
| 2018 | 1(773) Vulture Just Cause Y'all Waited                       | — | — | — | — | — | — | Erstveröffentlichung: 1. März 2018 |
| 2018 | Home Body Just Cause Y'all Waited / Signed To The Streeets 3 | — | — | — | — | US— PlatinUS | — | Erstveröffentlichung: 29. März 2018 feat. Gunna                                                                                           |
| 2018 | Spin The Block Signed To The Streeets 3                      | — | — | — | — | US— GoldUS | — | Erstveröffentlichung: 24. August 2018 feat. Future                                                                                        |
| 2018 | Downfall Signed To The Streeets 3                            | — | — | — | — | US— GoldUS | — | Erstveröffentlichung: 28. September 2018 feat. Young Dolph & Lil Baby                                                                     |
| 2019 | No Label –                                                   | — | — | — | — | US— GoldUS | — | Erstveröffentlichung: 8. Februar 2019 Verkäufe: + 500.000                                                                                 |
| 2019 | Turn Myself In Just Cause Y'all Waited 2                     | — | — | — | — | US— GoldUS | — | Erstveröffentlichung: 31. Mai 2019 Verkäufe: + 500.000                                                                                    |
| 2019 | Like That Love Songs For The Streets 2                       | — | — | — | — | — | — | Erstveröffentlichung: 9. Juli 2019 feat. King Von                                                                                         |
| 2019 | Green Light Love Songs For The Streets 2                     | — | — | — | — | US— GoldUS | — | Erstveröffentlichung: 26. Juli 2019 Verkäufe: + 500.000                                                                                   |
| 2020 | All Love Just Cause Y’All Waited 2                           | — | — | — | — | US— PlatinUS | R&B49 (1 Wo.)R&B | Erstveröffentlichung: 29. März 2020 Verkäufe: + 1.000.000                                                                                 |
| 2020 | 3 Headed Goat Just Cause Y’All Waited 2                      | — | — | — | UK— SilberUK | US43 ×4Vierfachplatin · (16 Wo.)US | R&B15 (20 Wo.)R&B | Erstveröffentlichung: 7. Mai 2020 Verkäufe: + 4.200.000; feat. Lil Baby & Polo G                                                          |
| 2020 | The Voice                                                    | — | — | — | — | US62 Platin · (1 Wo.)US | R&B22 (2 Wo.)R&B | Erstveröffentlichung: 4. September 2020 Verkäufe: + 1.000.000                                                                             |
| 2020 | Stay Down The Voice                                          | — | — | — | — | US73 Platin · (4 Wo.)US | R&B26 (9 Wo.)R&B | Erstveröffentlichung: 30. Oktober 2020 Verkäufe: + 1.000.000; mit 6lack & Young Thug                                                      |
| 2020 | Backdoor The Voice                                           | — | — | — | — | US62 Platin · (4 Wo.)US | R&B18 (7 Wo.)R&B | Erstveröffentlichung: 21. Dezember 2020 Verkäufe: + 1.000.000                                                                             |
| 2020 | Still Trappin’ The Voice                                     | — | — | — | — | US53 ×2Doppelplatin · (12 Wo.)US | R&B15 (16 Wo.)R&B | Erstveröffentlichung: 24. Dezember 2020 Verkäufe: + 2.000.000; mit King Von                                                               |
| 2021 | JUMP Lil Durk presents: Loyal Bros                           | — | — | — | — | — | — | Erstveröffentlichung: 3. März 2021 mit King Von & Booka600, feat. Memo600                                                                 |
| 2021 | Hellcats & Trackhawks Lil Durk presents: Loyal Bros          | — | — | — | — | US69 ×2Doppelplatin · (9 Wo.)US | R&B29 (13 Wo.)R&B | Erstveröffentlichung: 5. März 2021 Verkäufe: + 2.000.000                                                                                  |
| 2021 | Voice of the Heroes                                          | — | — | — | UK62 (1 Wo.)UK | US21 Gold · (3 Wo.)US | R&B7 (4 Wo.)R&B | Erstveröffentlichung: 4. Juni 2021 Verkäufe: + 500.000; mit Lil Baby                                                                      |
| 2021 | Fast Lane Fast & Furious 9 O.S.T.                            | — | — | — | — | — | — | Erstveröffentlichung: 11. Juni 2021 mit Don Toliver & Latto                                                                               |
| 2021 | Pissed Me Off 7220                                           | — | — | — | — | US39 Platin · (… Wo.)US | R&B10 (4 Wo.)R&B | Erstveröffentlichung: 15. Oktober 2021 Verkäufe: + 1.040.000                                                                              |
| 2021 | Lion Eyes –                                                  | — | — | — | — | — | R&B34 (1 Wo.)R&B | Erstveröffentlichung: 12. November 2021                                                                                                   |
| 2021 | Broadway Girls 7220                                          | — | — | — | — | US14 ×5Fünffachplatin · (20 Wo.)US | R&B1 (20 Wo.)R&B | Erstveröffentlichung: 17. Dezember 2021 Verkäufe: + 5.400.000; feat. Morgan Wallen                                                        |
| 2022 | Ahhh Ha 7220                                                 | — | — | — | UK99 (1 Wo.)UK | US18 ×2Doppelplatin · (11 Wo.)US | R&B4 (18 Wo.)R&B | Erstveröffentlichung: 22. Februar 2022 Verkäufe: + 2.080.000                                                                              |
| 2022 | Golden Child 7220                                            | — | — | — | — | US34 Gold · (2 Wo.)US | R&B12 (3 Wo.)R&B | Erstveröffentlichung: 10. März 2022 Verkäufe: + 500.000                                                                                   |
| 2022 | Hanging With Wolves Lil Durk Presents: Loyal Bros 2          | — | — | — | — | — | R&B45 (1 Wo.)R&B | Erstveröffentlichung: 9. Dezember 2022 |
| 2023 | All My Life Almost Healed                                    | DE97 (1 Wo.)DE | — | CH69 (3 Wo.)CH | UK14 Gold · (11 Wo.)UK | US2 ×4Vierfachplatin · (24 Wo.)US | R&B1 (21 Wo.)R&B | Erstveröffentlichung: 12. Mai 2023 Verkäufe: + 4.730.000; feat. J. Cole Grammy Awards 2024: Grammy Award for Best Melodic Rap Performance |
| 2023 | Pelle Coat Almost Healed                                     | — | — | — | UK75 (1 Wo.)UK | US35 Gold · (2 Wo.)US | R&B10 (3 Wo.)R&B | Erstveröffentlichung: 25. Mai 2023 Verkäufe: + 500.000                                                                                    |
| 2023 | F*ck U Thought –                                             | — | — | — | — | US77 Gold · (1 Wo.)US | R&B26 (2 Wo.)R&B | Erstveröffentlichung: 18. August 2023 Verkäufe: + 500.000                                                                                 |
| 2023 | Big FU –                                                     | DE– aDE | — | — | — | — | — | Erstveröffentlichung: 27. Oktober 2023 mit David Guetta & Ayra Starr                                                                      |
| 2023 | Smurk Carter Nightmares In The Trenches                      | — | — | — | — | US95 (1 Wo.)US | R&B24 (1 Wo.)R&B | Erstveröffentlichung: 10. November 2023                                                                                                   |
| 2024 | Old Days –                                                   | — | — | — | — | US62 (1 Wo.)US | R&B23 (2 Wo.)R&B | Erstveröffentlichung: 23. Februar 2024 |
| 2024 | Went Hollywood For a Year –                                  | — | — | — | — | — | R&B46 (1 Wo.)R&B | Erstveröffentlichung: 28. Juni 2024 |
| 2024 | Turn Up a Notch Deep Thoughts                                | — | — | — | — | — | R&B30 (… Wo.)R&B | Erstveröffentlichung: 25. September 2024                                                                                                  |
| 2024 | Monitoring Me Deep Thoughts                                  | — | — | — | — | — | R&B32 (… Wo.)R&B | Erstveröffentlichung: 4. Oktober 2024 |
| 2024 | Late Checkout Deep Thoughts                                  | — | — | — | — | — | R&B48 (… Wo.)R&B | Erstveröffentlichung: 11. Oktober 2024 feat. Hunxho                                                                                       |
| 2024 | Opportunist Deep Thoughts                                    | — | — | — | — | — | R&B37 (… Wo.)R&B | Erstveröffentlichung: 18. Oktober 2024 |
| 2025 | Can’t Hide It Deep Thoughts                                  | — | — | — | — | US84 (1 Wo.)US | R&B24 (… Wo.)R&B | Erstveröffentlichung: 21. März 2025 feat. Jhene Aiko                                                                                      |
| Folgende Lieder erschienen nicht als Single, wurden aber durch das Album zum Download und Streaming bereitgestellt und konnten somit eine Platzierung erlangen: |                                                              | | | | | | | |
| |                                                              | | | | | | | |
| 2020 | Viral Moment Just Cause Y’All Waited 2                       | — | — | — | — | US93 Platin · (1 Wo.)US | R&B42 (1 Wo.)R&B | Charteinstieg: 23. Mai 2020 Verkäufe: + 1.000.000                                                                                         |
| 2020 | Redman The Voice                                             | — | — | — | — | US71 Gold · (1 Wo.)US | R&B24 (2 Wo.)R&B | Charteinstieg: 9. Januar 2021 Verkäufe: + 500.000                                                                                         |
| 2020 | Refugee The Voice                                            | — | — | — | — | US86 Gold · (1 Wo.)US | R&B31 (2 Wo.)R&B | Charteinstieg: 9. Januar 2021 Verkäufe: + 500.000                                                                                         |
| 2020 | Death Ain’t Easy The Voice                                   | — | — | — | — | US93 Gold · (1 Wo.)US | R&B34 (1 Wo.)R&B | Charteinstieg: 9. Januar 2021 Verkäufe: + 500.000                                                                                         |
| 2021 | Finesse Out The Gang Way The Voice (Deluxe Edition)          | — | — | — | — | US39 Platin · (7 Wo.)US | R&B15 (8 Wo.)R&B | Charteinstieg: 13. Februar 2021 Verkäufe: + 1.000.000; feat. Lil Baby                                                                     |
| 2021 | Should’ve Ducked The Voice (Deluxe Edition)                  | — | — | — | — | US53 Platin · (1 Wo.)US | R&B19 (2 Wo.)R&B | Charteinstieg: 13. Februar 2021 Verkäufe: + 1.000.000; feat. Pooh Shiesty                                                                 |
| 2021 | Kanye Krazy The Voice (Deluxe Edition)                       | — | — | — | — | US91 (1 Wo.)US | R&B31 (1 Wo.)R&B | Charteinstieg: 13. Februar 2021 |
| 2021 | When I’m Lonely The Voice (Deluxe Edition)                   | — | — | — | — | — | R&B37 (1 Wo.)R&B | Charteinstieg: 13. Februar 2021 |
| 2021 | Switched Up The Voice (Deluxe Edition)                       | — | — | — | — | — | R&B39 (1 Wo.)R&B | Charteinstieg: 13. Februar 2021 |
| 2021 | Let Em Know The Voice (Deluxe Edition)                       | — | — | — | — | — | R&B50 (1 Wo.)R&B | Charteinstieg: 13. Februar 2021 |
| 2021 | Hats Off The Voices of the Heroes                            | — | — | — | UK63 (1 Wo.)UK | US16 Platin · (11 Wo.)US | R&B5 (13 Wo.)R&B | Charteinstieg: 17. Juni 2021 Verkäufe: + 1.000.000; mit Lil Baby feat. Travis Scott                                                       |
| 2021 | Who I Want The Voice of the Heroes                           | — | — | — | UK83 (1 Wo.)UK | US46 Gold · (1 Wo.)US | R&B20 (1 Wo.)R&B | Charteinstieg: 17. Juni 2021 Verkäufe: + 500.000; mit Lil Baby                                                                            |
| 2021 | 2040 The Voice of the Heroes                                 | — | — | — | — | US31 Gold · (2 Wo.)US | R&B12 (4 Wo.)R&B | Charteinstieg: 19. Juni 2021 Verkäufe: + 500.000; mit Lil Baby                                                                            |
| 2021 | How It Feels The Voice of the Heroes                         | — | — | — | — | US34 Platin · (3 Wo.)US | R&B14 (5 Wo.)R&B | Charteinstieg: 19. Juni 2021 Verkäufe: + 1.000.000; mit Lil Baby                                                                          |
| 2021 | Still Runnin The Voice of the Heroes                         | — | — | — | — | US43 Gold · (3 Wo.)US | R&B18 (5 Wo.)R&B | Charteinstieg: 19. Juni 2021 Verkäufe: + 500.000; mit Lil Baby & Meek Mill                                                                |
| 2021 | Still Hood The Voice of the Heroes                           | — | — | — | — | US56 (1 Wo.)US | R&B23 (1 Wo.)R&B | Charteinstieg: 19. Juni 2021 mit Lil Baby                                                                                                 |
| 2021 | Okay The Voice of the Heroes                                 | — | — | — | — | US58 Gold · (1 Wo.)US | R&B24 (1 Wo.)R&B | Charteinstieg: 19. Juni 2021 Verkäufe: + 500.000; mit Lil Baby                                                                            |
| 2021 | Man of My Word The Voice of the Heroes                       | — | — | — | — | US60 Gold · (1 Wo.)US | R&B25 (1 Wo.)R&B | Charteinstieg: 19. Juni 2021 Verkäufe: + 500.000; mit Lil Baby                                                                            |
| 2021 | Medical The Voice of the Heroes                              | — | — | — | — | US67 (1 Wo.)US | R&B28 (1 Wo.)R&B | Charteinstieg: 19. Juni 2021 mit Lil Baby                                                                                                 |
| 2021 | Rich Off Pain The Voice of the Heroes                        | — | — | — | — | US68 Gold · (1 Wo.)US | R&B29 (1 Wo.)R&B | Charteinstieg: 19. Juni 2021 Verkäufe: + 500.000; mit Lil Baby & Rod Wave                                                                 |
| 2021 | Lying The Voice of the Heroes                                | — | — | — | — | US70 (1 Wo.)US | R&B30 (1 Wo.)R&B | Charteinstieg: 19. Juni 2021 mit Lil Baby                                                                                                 |
| 2021 | That’s Facts The Voice of the Heroes                         | — | — | — | — | US73 (1 Wo.)US | R&B32 (1 Wo.)R&B | Charteinstieg: 19. Juni 2021 mit Lil Baby                                                                                                 |
| 2021 | Please The Voice of the Heroes                               | — | — | — | — | US79 (1 Wo.)US | R&B34 (1 Wo.)R&B | Charteinstieg: 19. Juni 2021 mit Lil Baby                                                                                                 |
| 2021 | Up the Side The Voice of the Heroes                          | — | — | — | — | US80 (1 Wo.)US | R&B35 (1 Wo.)R&B | Charteinstieg: 19. Juni 2021 mit Lil Baby & Young Thug                                                                                    |
| 2021 | If You Want To The Voice of the Heroes                       | — | — | — | — | US99 (1 Wo.)US | R&B44 (1 Wo.)R&B | Charteinstieg: 19. Juni 2021 mit Lil Baby                                                                                                 |
| 2021 | Bruised Up The Voice of the Heroes                           | — | — | — | — | — | R&B48 (1 Wo.)R&B | Charteinstieg: 19. Juni 2021 mit Lil Baby                                                                                                 |
| 2021 | Make It Out The Voice of the Heroes                          | — | — | — | — | — | R&B50 (1 Wo.)R&B | Charteinstieg: 19. Juni 2021 mit Lil Baby                                                                                                 |
| 2022 | What Happened to Virgil 7220                                 | — | — | — | UK70 (1 Wo.)UK | US22 ×2Doppelplatin · (20 Wo.)US | R&B6 (20 Wo.)R&B | Charteinstieg: 24. März 2022 Verkäufe: + 2.080.000; feat. Gunna                                                                           |
| 2022 | No Interviews 7220                                           | — | — | — | UK85 (1 Wo.)UK | US30 Gold · (3 Wo.)US | R&B11 (4 Wo.)R&B | Charteinstieg: 24. März 2022 Verkäufe: + 500.000                                                                                          |
| 2022 | Petty Too 7220                                               | — | — | — | — | US26 Platin · (4 Wo.)US | R&B9 (7 Wo.)R&B | Charteinstieg: 26. März 2022 Verkäufe: + 1.040.000; feat. Future                                                                          |
| 2022 | Barbarian 7220                                               | — | — | — | — | US48 Gold · (2 Wo.)US | R&B16 (3 Wo.)R&B | Charteinstieg: 26. März 2022 Verkäufe: + 500.000                                                                                          |
| 2022 | Shootout @ My Crib 7220                                      | — | — | — | — | US53 (1 Wo.)US | R&B17 (2 Wo.)R&B | Charteinstieg: 26. März 2022 |
| 2022 | Started From 7220                                            | — | — | — | — | US55 (1 Wo.)US | R&B18 (2 Wo.)R&B | Charteinstieg: 26. März 2022 |
| 2022 | Headtaps 7220                                                | — | — | — | — | US58 Gold · (1 Wo.)US | R&B19 (2 Wo.)R&B | Charteinstieg: 26. März 2022 Verkäufe: + 500.000                                                                                          |
| 2022 | Smoking & Thinking 7220                                      | — | — | — | — | US60 Gold · (2 Wo.)US | R&B20 (3 Wo.)R&B | Charteinstieg: 26. März 2022 Verkäufe: + 500.000                                                                                          |
| 2022 | Grow Up/Keep It on Speaker 7220                              | — | — | — | — | US65 (1 Wo.)US | R&B22 (1 Wo.)R&B | Charteinstieg: 26. März 2022 |
| 2022 | Blocklist 7220                                               | — | — | — | — | US69 Gold · (1 Wo.)US | R&B25 (1 Wo.)R&B | Charteinstieg: 26. März 2022 Verkäufe: + 500.000                                                                                          |
| 2022 | Difference Is 7220                                           | — | — | — | — | US73 Gold · (1 Wo.)US | R&B27 (2 Wo.)R&B | Charteinstieg: 26. März 2022 Verkäufe: + 500.000; feat. Summer Walker                                                                     |
| 2022 | Federal Nightmares 7220                                      | — | — | — | — | US85 (1 Wo.)US | R&B35 (1 Wo.)R&B | Charteinstieg: 26. März 2022 |
| 2022 | Love Dior Banks 7220                                         | — | — | — | — | — | R&B47 (1 Wo.)R&B | Charteinstieg: 26. März 2022 |
| 2022 | Computer Murderers 7220 (Reloaded Edition)                   | — | — | — | — | US61 (1 Wo.)US | R&B16 (2 Wo.)R&B | Charteinstieg: 2. April 2022 |
| 2022 | Burglars & Murderers 7220 (Deluxe Edition)                   | — | — | — | — | US91 Gold · (1 Wo.)US | R&B27 (1 Wo.)R&B | Charteinstieg: 9. Juli 2022 Verkäufe: + 500.000; feat. EST Gee                                                                            |
| 2022 | Did Shit To Me 7220 (Deluxe Edition)                         | — | — | — | — | US95 (1 Wo.)US | R&B30 (1 Wo.)R&B | Charteinstieg: 9. Juli 2022 feat. Doodie Low                                                                                              |
| 2022 | Hear It Back 7220 (Deluxe Edition)                           | — | — | — | — | US— GoldUS | R&B39 (1 Wo.)R&B | Charteinstieg: 9. Juli 2022 Verkäufe: + 500.000; feat. Moneybagg Yo                                                                       |
| 2022 | Mad Max Lil Durk Presents: Loyal Bros 2                      | — | — | — | — | US— GoldUS | R&B36 (3 Wo.)R&B | Charteinstieg: 16. Dezember 2022 Verkäufe: + 500.000; feat. Future                                                                        |
| 2023 | Stand by Me Almost Healed                                    | — | — | — | — | US22 Platin · (15 Wo.)US | R&B8 (19 Wo.)R&B | Charteinstieg: 10. Juni 2023 Verkäufe: + 1.160.000; feat. Morgan Wallen                                                                   |
| 2023 | War Bout It Almost Healed                                    | — | — | — | UK89 (1 Wo.)UK | US41 Gold · (2 Wo.)US | R&B13 (3 Wo.)R&B | Charteinstieg: 10. Juni 2023 Verkäufe: + 500.000; feat. 21 Savage                                                                         |
| 2023 | Never Imagined Almost Healed                                 | — | — | — | — | US59 (1 Wo.)US | R&B18 (1 Wo.)R&B | Charteinstieg: 10. Juni 2023 feat. Future                                                                                                 |
| 2023 | Never Again Almost Healed                                    | — | — | — | — | US62 (1 Wo.)US | R&B19 (1 Wo.)R&B | Charteinstieg: 10. Juni 2023 |
| 2023 | Big Dawg Almost Healed                                       | — | — | — | — | US67 (1 Wo.)US | R&B22 (1 Wo.)R&B | Charteinstieg: 10. Juni 2023 feat. Chief Wuk                                                                                              |
| 2023 | Cross the Globe Almost Healed                                | — | — | — | — | US68 (1 Wo.)US | R&B23 (1 Wo.)R&B | Charteinstieg: 10. Juni 2023 feat. Juice Wrld                                                                                             |
| 2023 | Put Em on Ice Almost Healed                                  | — | — | — | — | US72 (1 Wo.)US | R&B24 (1 Wo.)R&B | Charteinstieg: 10. Juni 2023 |
| 2023 | 300 Urus Almost Healed                                       | — | — | — | — | US73 (1 Wo.)US | R&B25 (1 Wo.)R&B | Charteinstieg: 10. Juni 2023 |
| 2023 | Sad Songs Almost Healed                                      | — | — | — | — | US74 (1 Wo.)US | R&B26 (1 Wo.)R&B | Charteinstieg: 10. Juni 2023 |
| 2023 | Grandson Almost Healed                                       | — | — | — | — | US76 (1 Wo.)US | R&B27 (1 Wo.)R&B | Charteinstieg: 10. Juni 2023 feat. Kodak Black                                                                                            |
| 2023 | Before Fajr Almost Healed                                    | — | — | — | — | US82 (1 Wo.)US | R&B31 (1 Wo.)R&B | Charteinstieg: 10. Juni 2023 |
| 2023 | B12 Almost Healed                                            | — | — | — | — | US83 (1 Wo.)US | R&B32 (1 Wo.)R&B | Charteinstieg: 10. Juni 2023 |
| 2023 | You Got Em Almost Healed                                     | — | — | — | — | US86 (1 Wo.)US | R&B34 (1 Wo.)R&B | Charteinstieg: 10. Juni 2023 |
| 2023 | Same Side Almost Healed                                      | — | — | — | — | — | R&B40 (1 Wo.)R&B | Charteinstieg: 10. Juni 2023 feat. Rob49                                                                                                  |
| 2023 | Belt2Ass Almost Healed                                       | — | — | — | — | — | R&B50 (1 Wo.)R&B | Charteinstieg: 10. Juni 2023 |
| 2025 | Vanish Mode Deep Thoughts                                    | — | — | — | — | US63 (1 Wo.)US | R&B16 (… Wo.)R&B | Charteinstieg: 7. April 2025 |
| 2025 | They Want To Be You Deep Thoughts                            | — | — | — | — | US72 (1 Wo.)US | R&B19 (… Wo.)R&B | Charteinstieg: 7. April 2025 feat. Future                                                                                                 |
| 2025 | 1000 Times Deep Thoughts                                     | — | — | — | — | US83 (1 Wo.)US | R&B23 (… Wo.)R&B | Charteinstieg: 7. April 2025 feat. Lil Baby                                                                                               |
| 2025 | Shaking When I Pray Deep Thoughts                            | — | — | — | — | US94 (1 Wo.)US | R&B27 (… Wo.)R&B | Charteinstieg: 7. April 2025 |
| 2025 | Keep On Sippin' Deep Thoughts                                | — | — | — | — | US96 (1 Wo.)US | R&B28 (… Wo.)R&B | Charteinstieg: 7. April 2025 |
| 2025 | Untouchable Deep Thoughts                                    | — | — | — | — | — | R&B36 (… Wo.)R&B | Charteinstieg: 7. April 2025 |
| 2025 | Soul Bleed Deep Thoughts                                     | — | — | — | — | — | R&B39 (… Wo.)R&B | Charteinstieg: 7. April 2025 |
| 2025 | Notebook (No Hook) Deep Thoughts                             | — | — | — | — | — | R&B41 (… Wo.)R&B | Charteinstieg: 7. April 2025 |
| 2025 | Alhamdulilha Deep Thoughts                                   | — | — | — | — | — | R&B50 (… Wo.)R&B | Charteinstieg: 7. April 2025 |

### Als Gastmusiker
| Jahr | Titel Album                                       | Höchstplatzierung, Gesamtwochen, AuszeichnungChartplatzierungen (Jahr, Titel, Album, Platzierungen, Wochen, Auszeichnungen, Anmerkungen) | Höchstplatzierung, Gesamtwochen, AuszeichnungChartplatzierungen (Jahr, Titel, Album, Platzierungen, Wochen, Auszeichnungen, Anmerkungen) | Höchstplatzierung, Gesamtwochen, AuszeichnungChartplatzierungen (Jahr, Titel, Album, Platzierungen, Wochen, Auszeichnungen, Anmerkungen) | Höchstplatzierung, Gesamtwochen, AuszeichnungChartplatzierungen (Jahr, Titel, Album, Platzierungen, Wochen, Auszeichnungen, Anmerkungen) | Höchstplatzierung, Gesamtwochen, AuszeichnungChartplatzierungen (Jahr, Titel, Album, Platzierungen, Wochen, Auszeichnungen, Anmerkungen) | Höchstplatzierung, Gesamtwochen, AuszeichnungChartplatzierungen (Jahr, Titel, Album, Platzierungen, Wochen, Auszeichnungen, Anmerkungen) | Anmerkungen                                                                                                 |
| Jahr | Titel Album                                       | DE | AT | CH | UK | US | R&B | Anmerkungen                                                                                                 |
| --- | ------------------------------------------------- | --- | --- | --- | --- | --- | --- | --- |
| 2019 | Crazy Story 2.0 Grandson, Vol. 1                  | — | — | — | — | US81 (1 Wo.)US | R&B32 (3 Wo.)R&B | Erstveröffentlichung: 3. Mai 2019 King Von feat. Lil Durk feat. Meek Mill, Lil Durk & Young Thug            |
| 2019 | Chariot Wildboy                                   | — | — | — | — | US— GoldUS | — | Erstveröffentlichung: 16. August 2019 Verkäufe: + 500.000; Calboy feat. Meek Mill, Lil Durk & Young Thug    |
| 2019 | Last Name High Of Live                            | — | — | — | — | US— PlatinUS | — | Erstveröffentlichung: 15. November 2019 Verkäufe: + 1.000.000; Future feat. Lil Durk                        |
| 2020 | All These Niggas Welcome to O’Block               | — | — | — | — | US77 Platin · (1 Wo.)US | R&B31 (2 Wo.)R&B | Erstveröffentlichung: 5. August 2020 Verkäufe: + 1.000.000; King Von feat. Lil Durk                         |
| 2020 | Laugh Now Cry Later –                             | DE25 (12 Wo.)DE | AT19 (10 Wo.)AT | CH5 (15 Wo.)CH | UK4 Platin · (14 Wo.)UK | US2 ×6Sechsfachplatin · (29 Wo.)US | R&B1 (26 Wo.)R&B | Erstveröffentlichung: 14. August 2020 Verkäufe: + 7.605.000; Drake feat. Lil Durk                           |
| 2020 | Lie To Me Missunderstood                          | — | — | — | — | US— PlatinUS | — | Erstveröffentlichung: 2. Oktober 2020 Verkäufe: + 1.000.000; Queen Naija feat. Lil Durk                     |
| 2020 | Back In Blood Shiesty Season                      | — | — | — | — | US13 ×5Fünffachplatin · (23 Wo.)US | R&B6 (20 Wo.)R&B | Erstveröffentlichung: 6. November 2020 Verkäufe: + 5.080.000; Pooh Shiesty feat. Lil Durk                   |
| 2021 | No More Parties Trendsetter                       | — | — | — | UK85 (3 Wo.)UK | US26 (20 Wo.)US | R&B15 (21 Wo.)R&B | Erstveröffentlichung: 22. Januar 2021 Coi Leray feat. Lil Durk                                              |
| 2021 | Havin My Way Unbothered                           | — | — | — | — | US— GoldUS | — | Erstveröffentlichung: 4. März 2021 Verkäufe: + 500.000; Lil Skies feat. Lil Durk                            |
| 2021 | Up the Scoe Rich Off Pints 3                      | — | — | — | — | US— GoldUS | — | Erstveröffentlichung: 8. April 2021 Verkäufe: + 500.000; Icewear Vezzo feat. Lil Durk                       |
| 2021 | 24 Hours B4 Ava / Me vs. Myself                   | — | — | — | UK— SilberUK | US92 Platin · (1 Wo.)US | R&B38 (1 Wo.)R&B | Erstveröffentlichung: 21. Mai 2021 Verkäufe: + 1.240.000; A Boogie wit da Hoodie feat. Lil Durk             |
| 2021 | Sharing Locations Expensive Pain                  | — | — | — | UK92 (2 Wo.)UK | US22 Platin · (15 Wo.)US | R&B7 (19 Wo.)R&B | Erstveröffentlichung: 27. August 2021 Verkäufe: + 1.000.000; Meek Mill feat. Lil Baby & Lil Durk            |
| 2021 | Who Want Smoke?? Who Is Nardo Wick?               | — | — | — | — | US17 ×3Dreifachplatin · (20 Wo.)US | R&B5 (21 Wo.)R&B | Erstveröffentlichung: 8. Oktober 2021 Verkäufe: + 3.000.000; Nardo Wick feat. Lil Durk, 21 Savage & G Herbo |
| 2022 | Chronicles From a Birds Eye View                  | — | — | — | — | — | R&B47 (1 Wo.)R&B | Erstveröffentlichung: 14. Januar 2022 Cordae feat. H.E.R. & Lil Durk                                        |
| 2022 | Rumors So Icy Gang: The Reup                      | — | — | — | — | US51 Platin · (14 Wo.)US | R&B11 (14 Wo.)R&B | Erstveröffentlichung: 28. Januar 2022 Gucci Mane feat. Lil Durk                                             |
| 2022 | Hot Shit –                                        | — | — | — | UK59 (2 Wo.)UK | US13 (12 Wo.)US | R&B7 (14 Wo.)R&B | Erstveröffentlichung: 1. Juli 2022 Cardi B feat. Kanye West & Lil Durk                                      |
| 2022 | Fuck My Cousin, Pt. II Trench Baby III            | — | — | — | — | US— GoldUS | R&B44 (2 Wo.)R&B | Erstveröffentlichung: 29. Juli 2022 Lil Zay Osama feat. Lil Durk                                            |
| 2023 | Leave The Club Love Sick                          | — | — | — | — | — | R&B43 (1 Wo.)R&B | Erstveröffentlichung: 17. Februar 2023 Don Toliver feat. Lil Durk & Glorilla                                |
| 2023 | Ex’s (Phatnall Remix) Anyways, Life's Great       | — | — | — | — | — | R&B40 (1 Wo.)R&B | Erstveröffentlichung: 14. März 2023 GloRilla feat. Lil Durk                                                 |
| 2023 | Hellcats SRTs 2 –                                 | — | — | — | — | — | R&B40 (3 Wo.)R&B | Erstveröffentlichung: 15. September 2023 Sexxy Red feat. Lil Durk                                           |
| 2023 | Vultures Vultures 1                               | — | — | — | — | US34 (2 Wo.)US | R&B15 (4 Wo.)R&B | Erstveröffentlichung: 22. November 2023 Kanye West & Ty Dolla Sign feat. Lil Durk & Bump J                  |
| Folgende Lieder erschienen nicht als Single, wurden aber durch das Album zum Download und Streaming bereitgestellt und konnten somit eine Platzierung erlangen: |                                                   | | | | | | | |
| |                                                   | | | | | | | |
| 2018 | Off White Vlone Drip Harder                       | — | — | — | — | US54 Gold · (1 Wo.)US | R&B25 (2 Wo.)R&B | Lil Baby & Gunna feat. Lil Durk & Nav Verkäufe: + 540.000                                                   |
| 2020 | No Auto Lil Uzi Vert vs. the World 2              | — | — | — | — | US76 (1 Wo.)US | R&B42 (1 Wo.)R&B | Lil Uzi Vert feat. Lil Durk                                                                                 |
| 2020 | When You Down Virgo World                         | — | — | — | — | US90 (1 Wo.)US | R&B32 (1 Wo.)R&B | Lil Tecca feat. Polo G & Lil Durk                                                                           |
| 2020 | Pain Away Quarantine Pack                         | — | — | — | — | US86 (1 Wo.)US | R&B28 (3 Wo.)R&B | Charteinstieg: 5. Dezember 2020 Meek Mill feat. Lil Durk                                                    |
| 2020 | Movie Good News                                   | — | — | — | — | — | R&B39 (1 Wo.)R&B | Charteinstieg: 5. Dezember 2020 Megan Thee Stallion feat. Lil Durk                                          |
| 2021 | Top (Remix) In The Name Of Gee (Still Most Hated) | — | — | — | — | US— GoldUS | — | Erstveröffentlichung: 15. Januar 2021 Fredo Bang feat. Lil Durk                                             |
| 2021 | Free Promo A Gangsta’s Pain                       | — | — | — | — | US80 (1 Wo.)US | R&B32 (1 Wo.)R&B | Charteinstieg: 8. Mai 2021 Moneybagg Yo feat. Polo G & Lil Durk                                             |
| 2021 | Every Chance I Get Khaled Khaled                  | — | — | — | UK73 Silber · (2 Wo.)UK | US20 ×5Fünffachplatin · (20 Wo.)US | R&B6 (21 Wo.)R&B | Charteinstieg: 7. Mai 2021 DJ Khaled feat. Lil Baby & Lil Durk Verkäufe: + 5.200.000                        |
| 2021 | No Return Hall of Fame                            | — | — | — | UK47 (1 Wo.)UK | US26 Gold · (2 Wo.)US | R&B11 (2 Wo.)R&B | Charteinstieg: 18. Juni 2021 Polo G feat. The Kid Laroi & Lil Durk Verkäufe: + 540.000                      |
| 2021 | No Time All Over the Place                        | — | — | — | UK24 (5 Wo.)UK | — | — | Charteinstieg: 29. Juli 2021 KSI feat. Lil Durk                                                             |
| 2021 | Rich MF Trip at Knight                            | — | — | — | — | US56 Gold · (1 Wo.)US | R&B17 (2 Wo.)R&B | Charteinstieg: 4. September 2021 Trippie Redd feat. Lil Durk & Polo G Verkäufe: + 500.000                   |
| 2021 | Already Won Soulfly (Deluxe)                      | — | — | — | — | US60 (1 Wo.)US | R&B19 (3 Wo.)R&B | Charteinstieg: 4. September 2021 Rod Wave feat. Lil Durk                                                    |
| 2021 | In the Bible Certified Lover Boy                  | — | — | — | UK— SilberUK | US7 (8 Wo.)US | R&B6 (9 Wo.)R&B | Charteinstieg: 18. September 2021 Drake feat. Lil Durk & Giveon Verkäufe: + 315.000                         |
| 2021 | Switches & Dracs A Gangsta’s Pain Reloaded        | — | — | — | — | US69 Gold · (2 Wo.)US | R&B25 (2 Wo.)R&B | Charteinstieg: 6. November 2021 Moneybagg Yo feat. Lil Durk & EST Gee Verkäufe: + 500.000                   |
| 2021 | Loyal To a Fault What You Expect                  | — | — | — | — | — | R&B46 (1 Wo.)R&B | Charteinstieg: 13. November 2021 Big Sean & Hit-Boy feat. Bryson Tiller & Lil Durk                          |
| 2021 | Toxic Still Over It                               | — | — | — | — | US45 Gold · (1 Wo.)US | R&B16 (3 Wo.)R&B | Charteinstieg: 20. November 2021 Summer Walker feat. Lil Durk Verkäufe: + 500.000                           |
| 2022 | Evil Twins What It Means to Be King               | — | — | — | — | US96 (1 Wo.)US | R&B36 (1 Wo.)R&B | Charteinstieg: 19. März 2022 King Von feat. Lil Durk                                                        |
| 2022 | Till the Wheels Fall Off Breezy                   | — | — | — | UK66 (1 Wo.)UK | — | R&B36 (1 Wo.)R&B | Charteinstieg: 7. Juli 2022 Chris Brown feat. Lil Durk & Capella Grey                                       |
| 2022 | Keep Going God Did                                | — | — | — | — | US57 (1 Wo.)US | R&B18 (1 Wo.)R&B | Charteinstieg: 10. September 2022 DJ Khaled feat. Lil Durk, 21 Savage & Roddy Ricch                         |
| 2023 | From the Hood Grandson                            | — | — | — | — | — | R&B40 (1 Wo.)R&B | Charteinstieg: 29. Juli 2023 King Von feat. Lil Durk                                                        |
| 2024 | Dangerous American Dream                          | — | — | — | — | US35 (2 Wo.)US | R&B15 (4 Wo.)R&B | Charteinstieg: 27. Januar 2024 21 Savage feat. Lil Durk & Metro Boomin                                      |
| 2024 | Dead Vultures 2                                   | — | — | — | — | — | R&B38 (1 Wo.)R&B | Erstveröffentlichung: 4. August 2024 Kanye West & Ty Dolla Sign feat. Lil Durk & Future                     |
| 2025 | Truth in the Lies Can’t Rush Greatness            | — | — | CH52 (1 Wo.)CH | UK13 (5 Wo.)UK | — | R&B26 (1 Wo.)R&B | Charteinstieg: 2. Februar 2025 Central Cee feat. Lil Durk                                                   |

## Statistik

### Chartauswertung
|                     | DE    | AT    | CH    | UK    | US     | R&B      |
| ------------------- | ----- | ----- | ----- | ----- | ------ | -------- |
| Nummer-eins-Alben   | DE—DE | AT—AT | CH—CH | UK—UK | US2US  | R&B4R&B  |
| Top-10-Alben        | DE—DE | AT—AT | CH1CH | UK2UK | US7US  | R&B10R&B |
| Alben in den Charts | DE2DE | AT2AT | CH4CH | UK7UK | US16US | R&B16R&B |

|                       | DE    | AT    | CH    | UK     | US     | R&B       |
| --------------------- | ----- | ----- | ----- | ------ | ------ | --------- |
| Nummer-eins-Singles   | DE—DE | AT—AT | CH—CH | UK—UK  | US—US  | R&B3R&B   |
| Top-10-Singles        | DE—DE | AT—AT | CH1CH | UK1UK  | US3US  | R&B17R&B  |
| Singles in den Charts | DE2DE | AT1AT | CH3CH | UK17UK | US98US | R&B133R&B |

### Auszeichnung für Musikverkäufe
| Silberne Schallplatte - Vereinigtes Königreich - 2025: für das Lied Home Body Goldene Schallplatte - Australien - 2024: für das Lied In The Bible - Brasilien - 2023: für die Single All My Life - Frankreich - 2023: für die Single Laugh Now Cry Later - Griechenland - 2021: für die Single Laugh Now Cry Later - Italien - 2021: für die Single Laugh Now Cry Later - Kanada - 2019: für das Lied Off White Vlone - 2024: für das Lied No Return - 2025: für die Single Pissed Me Off - 2025: für das Lied Petty Too - 2025: für das Album Almost Healed - Neuseeland - 2020: für die Single Laugh Now Cry Later - Polen - 2023: für die Single Laugh Now Cry Later - Spanien - 2024: für die Single Laugh Now Cry Later - Vereinigte Staaten - 2021: für das Lied Bora Bora - 2021: für das Lied India - 2021: für das Lied Neighborhood Hero - 2021: für das Lied Havin My Way - 2022: für das Lied Turn Myself In - 2022: für das Lied How I Know - 2022: für das Lied Skrubs - 2022: für das Lied Spin The Block - 2022: für das Lied Back Again - 2023: für das Lied Twin Nem - 2025: für das Lied India Part II - 2025: für das Lied Triflin Hoes - 2025: für das Lied Green Light - 2025: für das Lied Downfall - 2025: für das Lied Watch Yo Homie - 2025: für das Lied 248 - 2025: für das Lied Weirdo Hoes - 2025: für das Lied Fabricated - 2025: für das Lied Broke Up in Miami - 2025: für das Lied Die Slow - 2025: für das Lied Prada You - 2025: für das Lied I Know - 2025: für das Lied Street Affection - 2025: für das Lied Coming Clean | Platin-Schallplatte - Australien - 2023: für die Single All My Life - Dänemark - 2025: für die Single Laugh Now Cry Later - Kanada - 2021: für die Single Back In Blood - 2023: für das Lied In The Bible - 2024: für die Single 24 Hours - 2025: für die Single Ahhh Ha - 2025: für das Lied What Happened to Virgil - 2025: für das Album 7220 - Portugal - 2020: für die Single Laugh Now Cry Later - Vereinigte Staaten - 2020: für das Lied Home Body - 2022: für das Lied No Auto Durk - 2023: für das Lied Top - 2023: für das Lied Last Name - 2025: für das Lied Internet Sensation - 2025: für das Lied When We Shoot - 2025: für das Lied Pass the Water 2× Platin-Schallplatte - Kanada - 2025: für das Lied Stand by Me 3× Platin-Schallplatte - Australien - 2024: für die Single Laugh Now Cry Later - Kanada - 2025: für die Single All My Life 4× Platin-Schallplatte - Kanada - 2021: für die Single Laugh Now Cry Later 5× Platin-Schallplatte - Kanada - 2025: für die Single Broadway Girls Diamantene Schallplatte - Brasilien - 2024: für die Single Laugh Now Cry Later |

Anmerkung: Auszeichnungen in Ländern aus den Charttabellen bzw. Chartboxen sind in ebendiesen zu finden.
| Land/RegionAuszeichnungen für Musikverkäufe (Land/Region, Auszeichnungen, Verkäufe, Quellen) | Silber     | Gold       | Platin         | Diamant  | Verkäufe    | Quellen                   |
| -------------------------------------------------------------------------------------------- | ---------- | ---------- | -------------- | -------- | ----------- | ------------------------- |
| Australien (ARIA)                                                                            | —          | Gold1      | 4× Platin4     | —        | 315.000     | aria.com.au               |
| Brasilien (PMB)                                                                              | —          | Gold1      | —              | Diamant1 | 180.000     | pro-musicabr.org.br       |
| Dänemark (IFPI)                                                                              | —          | —          | Platin1        | —        | 90.000      | ifpi.dk                   |
| Frankreich (SNEP)                                                                            | —          | Gold1      | —              | —        | 100.000     | snepmusique.com           |
| Griechenland (IFPI)                                                                          | —          | Gold1      | —              | —        | 10.000      | Einzelnachweise           |
| Italien (FIMI)                                                                               | —          | Gold1      | —              | —        | 35.000      | fimi.it                   |
| Kanada (MC)                                                                                  | —          | 5× Gold5   | 20× Platin20   | —        | 1.800.000   | musiccanada.com           |
| Neuseeland (RMNZ)                                                                            | —          | Gold1      | —              | —        | 15.000      | aotearoamusiccharts.co.nz |
| Polen (ZPAV)                                                                                 | —          | Gold1      | —              | —        | 25.000      | olis.pl                   |
| Portugal (AFP)                                                                               | —          | —          | Platin1        | —        | 10.000      | Einzelnachweise           |
| Spanien (Promusicae)                                                                         | —          | Gold1      | —              | —        | 30.000      | elportaldemusica.es       |
| Vereinigte Staaten (RIAA)                                                                    | —          | 59× Gold59 | 73× Platin73   | —        | 102.500.000 | riaa.com                  |
| Vereinigtes Königreich (BPI)                                                                 | 8× Silber8 | 2× Gold2   | Platin1        | —        | 2.280.000   | bpi.co.uk                 |
| Insgesamt                                                                                    | 8× Silber8 | 74× Gold74 | 100× Platin100 | Diamant1 |             |                           |